# Metská notace

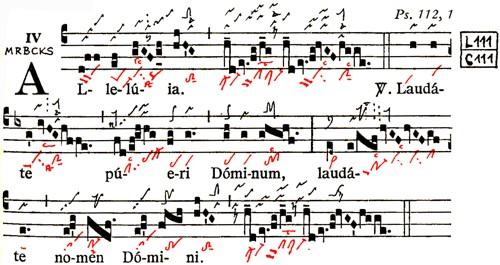
L'Alleluia Laudate pueri tratto dal Graduale Triplex. Nad kvadrátní notací je černá, metská notace.

Metská, lotrinská nebo též laonská notace je způsob hudebního zápisu gregoriánského zpěvu.

## Dějiny
Tato notace vznika v severní Francii. Její označení se vztahuje k městu Mety, i když přívlastek metská není zcela přesný , neboť v Metách ve skutečnosti nikdy neexistovala hudební písařská škola. Oblast, ve které v 9. století vznikla a rozšířila se, je jižní Lotrinsko. Nejvýznamnějším kodexem, který zde kolem roku 930 vznikl, je rukopis 239 (L) původem z Laonu, v současné době uchovaný v laonské Bibliothèque Municipale, proto se notace nazývá také laonská. Metská notace se rozšířila i za hranice Lotrinska: například v italských městech Como nebo Vercelli.

## Neumy
- Punctum
- Uncinus
- Pes
- Clivis
- Torculus
- Porrectus
- Pes quassus